# Federazione calcistica della Colombia
La Federazione calcistica della Colombia (in spagnolo Federación colombiana de fútbol, acronimo FCF) è l'organismo di governo del calcio in Colombia.
La manifestazione più importante cui presiede è il campionato nazionale.
Fondata nel 1924, è affiliata alla FIFA dal 1936. Fa parte della CONMEBOL e gestisce la nazionale di calcio.

## Storia
La federazione fu creata con il nome Liga de Foot-ball del Atlántico il 12 ottobre 1924; nel 1927 fu riconosciuta ufficialmente dal governo colombiano. Il presidente Emilio Royo contattò, tramite diversi suoi delegati, le varie regioni colombiane affinché organizzassero delle sedi locali della Federazione, in modo da poter estendere la pratica organizzata del gioco del calcio in tutto il Paese; l'organizzazione dei Giochi Sportivi Nazionali colombiani nel 1928 e nel 1935 contribuì allo scopo della Liga de Foot-ball. Carlos Lafourie cambiò poi il nome dell'ente in Asociación Colombiana de Fútbol (con sigla Adefútbol o ADEFÚTBOL); la Nazionale colombiana disputò le sue prime competizioni: un torneo per il 400º anniversario della fondazione di Cali, tenutosi nel luglio 1937, e i Giochi Boliviariani del 1938. Nel 1948 venne organizzato il primo campionato professionistico colombiano, controllato dalla DIMAYOR. Dal 1949 al 1954 il calcio colombiano vive l'El Dorado: in quel periodo la Federazione colombiana è esclusa dalla FIFA, venendo reintegrata in seguito, complice anche la firma del Patto di Lima. Nel 1964 alla Federazione si affiancò un nuovo ente, la Federación Colombiana de Fútbol (Fedebol o FEDEBOL), che non ricevette però il riconoscimento della FIFA; le due associazioni coesistettero per un breve periodo (1964-1966), durante il quale la Colombia fu sospesa dalle competizioni internazionali. Nel 1966 la FIFA, durante il proprio congresso a Londra, nominò una commissione provvisoria che portasse alla riunificazione delle federazioni colombiane: il 15 giugno 1971 fu creata la Federación Colombiana de Fútbol (Colfútbol).

## Presidenti
- 1936-1948: Carlos Lafourie
- 1948-1951: Bernardo Jaramillo
- 1951-1957: Eduardo Carbonell
- 1957: Efraín Borrero
- 1957: Rafael Fernández
- 1958-1961: Efraín Borrero
- 1961-1962: Pedro Nery López
- 1962-1964: Luis Benedetti Gómez
- 1964-1970: Eduardo Carbonell (ADEFÚTBOL)
- 1964-1970: Alfonso Senior (FEDEBOL)
- 1971-1975: Eduardo Carbonell
- 1975-1982: Alfonso Senior
- 1982-1992: León Londoño
- 1992-1995: Juan Bellini
- 1995-1996: Hernán Mejía Campuzano (ad interim)
- 1996-2002: Álvaro Fina
- 2002-2006: Óscar Astudillo
- 2006-2015: Luis Bedoya Giraldo
- 2015-    : Ramón Jesurún